# Peter Grant (rugby à XV)
Pour les articles homonymes, voir Peter Grant.
Pas d'image ? Cliquez ici

a Compétitions nationales et continentales officielles uniquement.

b Matchs officiels uniquement.
Dernière mise à jour le 12 août 2020.
Peter John Grant, né le 15 août 1984 à Durban, est un joueur de rugby à XV sud-africain qui évolue au poste de demi d'ouverture.

## Carrière
Peter John Grant évolue entre 2004 et 2010 avec les Stormers en Super 14 et la Western Province en Currie Cup.
En juin 2007, il remporte la Coupe des nations avec les Emerging Springboks, réserve de l'équipe nationale sud-africaine.
Il quitte l'Afrique du Sud en 2010 et s'engage avec le club japonais des Kobelco Steelers. En 2011, il revient jouer avec les Stormers et en 2014 il signe à l'Atlantique Stade Rochelais qui ne renouvelle pas son contrat pour la saison 2015-2016. 
Très bon buteur, excellent défenseur (il est surnommé "Bash") et bon animateur, il était titulaire indiscutable au sein de la franchise du Cap.
Il a fait ses débuts internationaux en 2004 contre les Lions britanniques.

## Palmarès
- Finaliste du Super 14 en 2010

## Statistiques en équipe nationale
- 5 matchs avec les Springboks
- sélections par année : 2 en 2007, 3 en 2008